# Уитфилд, Энди
Энди Уитфилд (англ. Andy Whitfield; 17 октября 1971 — 11 сентября 2011) — валлийский актёр и модель , известный по роли Спартака в телесериале «Спартак: Кровь и песок»

## Биография
Энди вырос в Амлухе, самом северном городе Уэльса, в семье Роберта и Пэт Уитфилдов. В 1999 году после окончания Университета Шеффилда (Йоркшир, Англия) по специальности Инженерии, Энди переезжает в Сидней, Австралия . Работая инженером и строительным инспектором в консалтинговом агентстве, Энди заканчивает драматическую школу в Сиднее, после чего начинает работу актёром и моделью. Также, параллельно с работой инженером, он увлекается фотографией.
Там он некоторое время работал по профессии, а после окончания драматической школы начал свою модельную и актёрскую деятельность. В 1999 году Энди женится на Террике Смит-Уитфилд. После расставания произошло знакомство с самой главной женщиной в жизни Энди, с Вашти Уитфилд, которая родила ему двоих детей — мальчика Джесси Рэда и девочку Индиго Скай.

## Карьера
Первая сыгранная роль в кинематографе была в 2004 году в австралийском телесериале «All Saints». После чего Энди принял участие ещё в трёх телесериалах: «The Strip» (2008), «Packed to the Rafters» (2008) и «McLeod’s Daughters» (2008). Однако первая роль, принёсшая известность Энди, была роль Габриэля, сыгранная в 2007 году в австралийском фильме «Габриэль» (в русском прокате фильм носит название «Ангел света») (реж. Шэйн Эббес).
За эту роль Энди был награждён в номинации «Лучший Дебют» на Film Awards . Также фильм был признан одним из самых кассовых фильмов Австралии 2007 года.
Следующая знаменательная роль Энди была в австралийском фильме ужасов «Клиника» 2010 года (реж. Джеймс Рэббитс).
Однако самая выдающаяся роль была сыграна в сериале «Спартак: Кровь и Песок», где Энди исполнил роль Спартака, фракийского воина, ставшего одним из самых известных гладиаторов Рима.
Вместе с Фредди Вонгом в 2010 году Энди принял участие в создании двухминутного ролика YouTube «Time Crisis» , основанного на игре «Time Crisis».

## Болезнь и смерть
В марте 2010 года у Энди диагностировали лимфому. Долгое время Энди проходил повторный курс лечения после рецидива болезни.
11 сентября 2011 года Энди Уитфилд скончался в Сиднее, Австралия.
Похороны Энди проходили в узком кругу его близких, точная дата и место похорон, а также местонахождение могилы неизвестно — семья актёра пожелала не разглашать эту информацию.

## Документальный фильм
В июне 2012 года был анонсирован документальный фильм о последнем годе жизни Энди под названием «Быть здесь и сейчас» (англ. Be Here Now). Его съёмки начались вскоре после рецидива болезни. Выход фильма планировался на начало 2013 года. Режиссёром фильма выступила Лилибет Фостер. Сам фильм был показан 13 июня 2015 года на 21-м ежегодном кинофестивале документального кино в Лос-Анджелесе, «Hot Springs».

## Фильмография
| Год  |     | Русское название                          | Оригинальное название            | Роль                          |
| ---- | --- | ----------------------------------------- | -------------------------------- | ----------------------------- |
| 2004 | с   | Все святые (2, 7 эпизоды)                 | All Saints                       | Мэтью Паркс / Matthew Parkes  |
| 2007 | ф   | Ангел света                               | Gabriel                          | Габриэль                      |
| 2008 | с   | Полоса (2, 7 эпизоды)                     | The Strip                        | Чарли Палмер / Charlie Palmer |
| 2008 | док | Ангелы света: по Другую Сторону Безумия   | Gabriel: Behind the Madness      |                               |
| 2008 | с   | Упакованные рафтерам (1 сезон, 10 эпизод) | Packed to the Rafters            | Ник Ли / Nick Leigh           |
| 2008 | с   | Дочери МакЛеода (8 сезон, 4 эпизод)       | McLeod's Daughters               | Бретт Сэмуелс / Brett Samuels |
| 2010 | ф   | Клиника                                   | The clinic                       | Кэмерон Маршалл               |
| 2010 | с   | Спартак: Кровь и песок                    | Spartacus: Blood and Sand        | Спартак / Spartacus           |
| 2010 | с   | Проект: Комик-Кон                         | Оригинальное название неизвестно |                               |
| 2011 | мтф | Спартак: Боги арены (6 эпизод)            | Spartacus: Gods of the Arena     | Спартак / Spartacus           |